# Sant Paul de Rumans
Saint-Paul-lès-Romans és un municipi francès situat al departament de la Droma i a la regió d'Alvèrnia-Roine-Alps. L'any 2007 tenia 1.690 habitants.

## Demografia

### Població
El 2007 la població de fet de Saint-Paul-lès-Romans era de 1.690 persones. Hi havia 620 famílies de les quals 113 eren unipersonals (42 homes vivint sols i 71 dones vivint soles), 216 parelles sense fills, 258 parelles amb fills i 33 famílies monoparentals amb fills.
La població ha evolucionat segons el següent gràfic:
Habitants censats

### Habitatges
El 2007 hi havia 676 habitatges, 620 eren l'habitatge principal de la família, 10 eren segones residències i 45 estaven desocupats. 599 eren cases i 74 eren apartaments. Dels 620 habitatges principals, 466 estaven ocupats pels seus propietaris, 139 estaven llogats i ocupats pels llogaters i 15 estaven cedits a títol gratuït; 2 tenien una cambra, 19 en tenien dues, 71 en tenien tres, 169 en tenien quatre i 360 en tenien cinc o més. 548 habitatges disposaven pel capbaix d'una plaça de pàrquing. A 245 habitatges hi havia un automòbil i a 347 n'hi havia dos o més.

### Piràmide de població
La piràmide de població per edats i sexe el 2009 era:
| Homes | Edats   | Dones |
| ----- | ------- | ----- |
| 0     | 95 o +  | 0     |
| 0     | 90 a 94 | 8     |
| 8     | 85 a 89 | 4     |
| 4     | 80 a 84 | 4     |
| 4     | 75 a 79 | 24    |
| 24    | 70 a 74 | 20    |
| 28    | 65 a 69 | 40    |
| 40    | 60 a 64 | 36    |
| 32    | 55 a 59 | 20    |
| 68    | 50 a 54 | 64    |
| 76    | 45 a 49 | 56    |
| 68    | 40 a 44 | 76    |
| 48    | 35 a 39 | 36    |
| 64    | 30 a 34 | 72    |
| 68    | 25 a 29 | 24    |
| 32    | 20 a 24 | 32    |
| 56    | 15 a 19 | 60    |
| 56    | 10 a 14 | 40    |
| 84    | 5 a 9   | 36    |
| 40    | 0 a 4   | 32    |

## Economia
El 2007 la població en edat de treballar era de 1.128 persones, 817 eren actives i 311 eren inactives. De les 817 persones actives 754 estaven ocupades (407 homes i 347 dones) i 65 estaven aturades (18 homes i 47 dones). De les 311 persones inactives 102 estaven jubilades, 109 estaven estudiant i 100 estaven classificades com a «altres inactius».

### Ingressos
El 2009 a Saint-Paul-lès-Romans hi havia 632 unitats fiscals que integraven 1.724 persones, la mediana anual d'ingressos fiscals per persona era de 18.267 €.

### Activitats econòmiques
Dels 114 establiments que hi havia el 2007, 2 eren d'empreses extractives, 3 d'empreses alimentàries, 8 d'empreses de fabricació d'altres productes industrials, 18 d'empreses de construcció, 38 d'empreses de comerç i reparació d'automòbils, 1 d'una empresa de transport, 8 d'empreses d'hostatgeria i restauració, 2 d'empreses d'informació i comunicació, 3 d'empreses financeres, 5 d'empreses immobiliàries, 16 d'empreses de serveis, 2 d'entitats de l'administració pública i 8 d'empreses classificades com a «altres activitats de serveis».
Dels 33 establiments de servei als particulars que hi havia el 2009, 1 era una oficina bancària, 6 tallers de reparació d'automòbils i de material agrícola, 1 taller d'inspecció tècnica de vehicles, 3 guixaires pintors, 2 fusteries, 4 lampisteries, 4 electricistes, 2 perruqueries, 1 veterinari, 6 restaurants, 1 tintoreria i 2 salons de bellesa.
Dels 6 establiments comercials que hi havia el 2009, 1 era un hipermercat, 2 botiges de menys de 120 m², 1 una fleca, 1 una botiga de mobles i 1 un drogueria.
L'any 2000 a Saint-Paul-lès-Romans hi havia 35 explotacions agrícoles que ocupaven un total de 1.029 hectàrees.

## Equipaments sanitaris i escolars
El 2009 hi havia 1 escola maternal i 1 escola elemental.

## Poblacions més properes
El següent diagrama mostra les poblacions més properes.